# Campionat del món d'escacs de 2004 (clàssic)
El Campionat del món d'escacs de 2004 (versió clàssica o PCA) fou l'edició de 2004 del Campionat del món d'escacs, organitzada per la Professional Chess Association a Brissago, entre el 25 de setembre i el 18 d'octubre.
Vladímir Kràmnik, el campió del món regnant de la PCA, defensà el seu títol contra l'aspirant Péter Lékó en un matx a catorze partides, que acabà empatat, de manera que en Kràmnik conservà el títol, d'acord amb les regles de l'enfrontament.
|                  | 1 | 2 | 3 | 4 | 5 | 6 | 7 | 8 | 9 | 10 | 11 | 12 | 13 | 14 | Total |
| ---------------- | - | - | - | - | - | - | - | - | - | -- | -- | -- | -- | -- | ----- |
| Vladímir Kràmnik | 1 | ½ | ½ | ½ | 0 | ½ | ½ | 0 | ½ | ½  | ½  | ½  | ½  | 1  | 7     |
| Péter Lékó       | 0 | ½ | ½ | ½ | 1 | ½ | ½ | 1 | ½ | ½  | ½  | ½  | ½  | 0  | 7     |